# Just for Laughs: Gags (Smeh ni greh)
Just for Laughs Gags (slovensko: Smeh ni greh) (francosko: Les Gags) je kanadska nema komična resničnostna televizijska serija s skritimi kamerami, ki je del blagovne znamke Just for Laughs . Ustvarila sta jo Pierre Girard in Jacques Chevalier. 
Serija uporablja način 'skrite kamere', pri čemer se nič hudega slutečim osebam mede od potegavščin, medtem ko skrite kamere snemajo njihove odzive; vsaka epizoda ponuja več le-teh. Medtem ko nekateri segmenti vključujejo kratke dialoge, večina ne vsebuje nobenega zvoka ali govora, odvisno od naravnega zvoka v okolju, skupaj z dodatnimi zvočnimi učinki, posnetki smeha in glasbo.

## Produkcija
21. decembra 2000 se je oddaja Just for Laughs Gags (Smeh ni greh) začela predvajati na francosko-kanadski mreži Canal D. V naslednjih letih so oddajo prevzeli TVA, CBC in The Comedy Network v Kanadi, BBC1 v Združenem kraljestvu, TF1 v Franciji ter ABC in Telemundo ter tudi Laff v ZDA; kanadska različica (za razliko od tistih, ki so bile producirane za ABC) je bila v ZDA predvajana v prvi izdaji jeseni 2015. To različico distribuira PPI Partners in je na voljo tako med tednom kot tudi ob koncu tedna. 
Večina segmentov je posnetih v Montrealu, nekateri pa v Quebecu, Vancouvru in Mehiki. Britanska in azijska različica sta bili izdelani v Združenem kraljestvu oziroma Singapurju. Leta 2011 je oddaja dobila svojo odcepljeno različico, Just Kidding, v kateri izključno otroci delajo potegavščine odraslim. 

## Igralska zasedba
Ta razdelek vsebuje posebno igralsko zasedbo, povezano z oddajo Just for Laughs Gags. 
- Antoine Laurier [4]
- Claude Talbot
- Dany Many
- Denis Levasseur [5]
- Denise Jacques
- Francis Gio Santiago
- Jack Martin
- Jacques Drolet
- Jean Guimond
- Jean Kohnen
- Jean-Pierre Alarie
- Jean Provencher
- Keith Law
- Kirsteen O'Sullivan
- Marie-Andrée Poulin
- Marie-Ève Larivière
- Marie-Ève Verdier
- Marie-Pierre Bouchard
- Mathilde Laurier [4]
- Maude Croteau
- Maude Laurier [4]
- Nadja David
- Pascal Babin
- Philippe Bond
- Rebecca Laurier [4]
- Richard Ledoux
- Richardson Zéphir
- Sonia Butterworth
- Ted Pluviose

## Sprejem
Zaradi nemega formata in brez potrebe po prevodu (razen komentarja ob začetku šale, ki ga je mogoče enostavno lokalizirati) je Just for Laughs: Gags (Smeh ni greh) v treh letih dosegel 70 držav, do leta 2015 pa so ga kupili za uporabo v več kot 130 državah po vsem svetu, pa tudi na letališčih in s strani letalskih družb.  
Reakcije na šale segajo od "nesmiselnih"  do medkulturno smešnih.  Isti distributerji distribuirajo tudi podobno oddajo Surprise Sur Prise.
Bruce Hills, operativni direktor podjetja, odgovornega za oddajo, meni, da je razlog za njeno povpraševanje med televizijskimi kanali ta, da se lahko izraža občinstvu brez jezika. 

## Just for Laughs(ameriška TV-serija)
Just for Laughs je ameriška skeč komična oddaja, ki jo vodi Rick Miller in jo je produciralo Dakota Pictures, ter prikazuje odlomke iz kanadske različice oddaje.
Dobra gledanost med poletnimi predvajanji leta 2007 in stavka sindikata pisateljev sta privedla do tega, da je ABC oddajo dodal na svoj seznam predvajanj kot zamenjavo sredi sezone za sezono 2007–08.
Na spored se je vrnil 1. januarja 2008, preden je bil 12. maja 2008 odpovedan. 4. junija 2009 je bilo objavljeno, da se bo tretja sezona začela predvajati 21. junija 2009. 
Program Partners je oddajo vrnil v Združene države Amerike za četrto sezono, ki se je začela jeseni 2015; ta sezona je bila predvajana v premierni sindikaciji. 

### Sezonske Nielsenove ocene
Sezonske ocene temeljijo na povprečnem skupnem številu gledalcev na epizodo oddaje Just for Laughs na ABC:
| Sezona | Epizode | Časovni interval (EDT) | Premiera sezone | Finale sezone    | TV sezona | Uvrstitev | Gledalci (v milijonih) |
| ------ | ------- | ---------------------- | --------------- | ---------------- | --------- | --------- | ---------------------- |
| 1      | 17      | Torek 20:00            | 17. julij 2007  | 6. november 2007 | 2006–2007 | #111      | 7,06                   |
| 2      | 14      | Torek 20:00            | 1. januar 2008  | 1. april 2008    | 2007–2008 | #156      | 4,93                   |
| 3      | 4       | Nedelja 19:30          | 21. junij 2009  | 12. julij 2009   | 2008–2009 | #150      | 3,90                   |

#### 1. sezona (2007)
| Št. na splošno | Št. v sezonah | Prvotni datum predvajanja |
| -------------- | ------------- | ------------------------- |
| 1              | 1             | 17. julij 2007            |
| 2              | 2             | 24. julij 2007            |
| 3              | 3             | 31. julij 2007            |
| 4              | 4             | 7. avgust 2007            |
| 5              | 5             | 14. avgust 2007           |
| 6              | 6             | 21. avgust 2007           |
| 7              | 7             | 28. avgust 2007           |
| 8              | 8             | 4. september 2007         |
| 9              | 9             | 11. september 2007        |
| 10             | 10            | 18. september 2007        |
| 11             | 11            | 25. september 2007        |
| 12             | 12            | 2. oktober 2007           |
| 13             | 13            | 9. oktober 2007           |
| 14             | 14            | 16. oktober 2007          |
| 15             | 15            | 23. oktober 2007          |
| 16             | 16            | 30. oktober 2007          |
| 17             | 17            | 6. november 2007          |

#### 2. sezona (2008)
| Št. na splošno | Št. v sezonah | Prvotni datum predvajanja |
| -------------- | ------------- | ------------------------- |
| 18             | 1             | 1. januar 2008            |
| 19             | 2             | 8. januar 2008            |
| 20             | 3             | 15. januar 2008           |
| 21             | 4             | 22. januar 2008           |
| 22             | 5             | 29. januar 2008           |
| 23             | 6             | 5. februar 2008           |
| 24             | 7             | 12. februar 2008          |
| 25             | 8             | 19. februar 2008          |
| 26             | 9             | 26. februar 2008          |
| 27             | 10            | 4. marec 2008             |
| 28             | 11            | 11. marec 2008            |
| 29             | 12            | 18. marec 2008            |
| 30             | 13            | 25. marec 2008            |
| 31             | 14            | 1. april 2008             |

#### 3. sezona (2009)
| Št. na splošno | Št. v sezonah | Prvotni datum predvajanja |
| -------------- | ------------- | ------------------------- |
| 32             | 1             | 21. junij 2009            |
| 33             | 2             | 28. junij 2009            |
| 34             | 3             | 5. julij 2009             |
| 35             | 4             | 12. julij 2009            |

## YouTube kanal
Oddaja ima uradni YouTube kanal. Februarja 2024 je imel kanal vsaj 7,6 tisoč videoposnetkov. 

## Tožba
Leta 2014 se je 83-letna ženska pripravljala na tožbo proti organizaciji Just for Laughs zaradi potegavščin, povezanih z otroki.